# Psilachnum inquilinum
Psilachnum inquilinum är en svampart som först beskrevs av Petter Adolf Karsten, och fick sitt nu gällande namn av Dennis 1962. Psilachnum inquilinum ingår i släktet Psilachnum och familjen Hyaloscyphaceae.  Arten är reproducerande i Sverige. Inga underarter finns listade i Catalogue of Life.